# Action républicaine (Espagne)
 (février 2019).
Si vous disposez d'ouvrages ou d'articles de référence ou si vous connaissez des sites web de qualité traitant du thème abordé ici, merci de compléter l'article en donnant les références utiles à sa vérifiabilité et en les liant à la section « Notes et références ».
Ne doit pas être confondu avec Action républicaine de Catalogne.

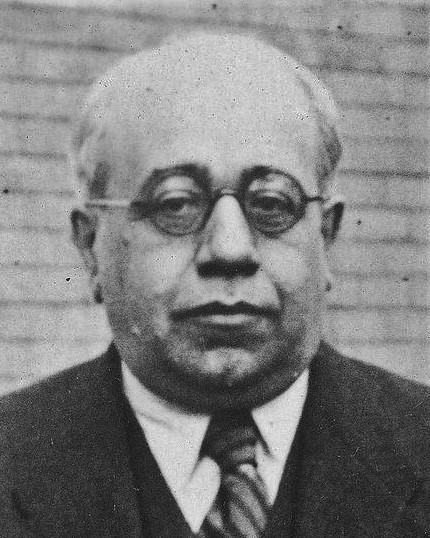
Manuel Azaña

Acción Republicana (Action républicaine) a été un groupe politique de gauche progressiste et républicain fondé par Manuel Azaña en 1925, avec le nom d'Acción Política, et qui a été constitué en parti politique en 1930, assumant le nom d'Acción Republicana. Parmi les signes d'identité du parti, ils soulignaient l'autonomie, l'anticléricalisme, le compromis avec la réforme agraire et la réforme de l'Armée.
Comme groupe intégré dans l'Alliance républicaine, il a pris part au Pacte de Saint-Sébastien pour renverser la Monarchie d'Alphonse XIII, et il a été impliqué dans la construction et la consolidation de la Seconde République. Il a fait partie du Gouvernement provisoire qui s'est chargé du pays après la sortie du Roi d'Espagne.
Il a obtenu 30 députés aux élections générales de 1931, et s'est immédiatement converti, malgré sa force parlementaire relativement faible, en une formation centrale des Gouvernements de la République jusqu'à 1933, conduits par son président, Manuel Azaña.
Après la défaite des républicains de gauche dans les élections de cette année, dans lesquelles Acción Republicana a seulement obtenu 10 sièges, le parti a été fusionné avec d'autres groupes républicains (comme l'Organización Republicana Gallega Autónoma (ORGA) et le Partido Republicano Radical-Socialista en 1934) pour former Izquierda Republicana, sous la direction d'Azaña.

## Ministres et membres du gouvernement d'Action républicaine
Pendant la Seconde Republique espagnole ont fait partie de l'un des 26 gouvernements qui se sont succédé les membres d'Acción Republicana suivants :
- Manuel Azaña Díaz, Ministre de la guerre, Président du gouvernement et Président de la République.
- José Giral Pereira, Ministre de Marine et Président du gouvernement.
- Claudio Sánchez-Albornoz, Ministre d'État. Après la guerre civile, fut Président du gouvernement républicain en exil.